# Здзівуй-Старий
Здзівуй-Старий (пол. Zdziwój Stary) — село в Польщі, у гміні Хожеле Пшасниського повіту Мазовецького воєводства.
Населення — 132 особи (2011).
У 1975-1998 роках село належало до Остроленцького воєводства.

## Демографія
Демографічна структура станом на 31 березня 2011 року:
|          | Загалом | Допрацездатний вік | Працездатний вік | Постпрацездатний вік |
| -------- | ------- | ------------------ | ---------------- | -------------------- |
| Чоловіки | 66      | 14                 | 48               | 4                    |
| Жінки    | 66      | 9                  | 32               | 25                   |
| Разом    | 132     | 23                 | 80               | 29                   |